# 尤氏鸟属
尤氏鸟属（学名：Judinornis）是种来自晚白垩世的史前不飞鸟。属下包括单一物种诺冈察夫尤氏鸟（Judinornis nogontsavensis），化石发现于蒙古耐梅盖特组，尽管该地层的时期未完全确认，但尤氏鸟很可能生存于距今7000万年左右的早马斯特里赫特期。
耐梅盖特组貌似不含海洋沉积物，因此尤氏鸟与其近亲不同，显然是种栖息于河口及河流中的鸟类。这些河流发源于辛梅利亚造山运动所隆起的山脉，穿越东亚大陆的干旱地带流向图尔盖海和以前的日喀则海。
尤氏鸟为黄昏鸟目成员，这是一群生存于白垩纪的不会飞的有齿海鸟。尽管尤氏鸟与该类群其它成员的关系尚不明确，但很有可能种更原始的黄昏鸟亚科。